# Earleria corachloeae
Earleria corachloeae is een hydroïdpoliep uit de familie Mitrocomidae. De poliep komt uit het geslacht Earleria. Earleria corachloeae werd in 2010 voor het eerst wetenschappelijk beschreven door Widmer, Cailliet & Geller. 